# Juan Pedro Laclette
Juan Pedro Laclette San Román (Celaya, Guanajuato, 17 de febrero de 1953), biólogo mexicano, Investigador de la UNAM. Es Doctor en Investigación Biomédica Básica por la UNAM y Maestro en Ciencias en la especialidad de Bioquímica, por el CINVESTAV del IPN. 
Realizó una estancia posdoctoral de dos años con el nombramiento honorario de Visiting Scientist en la School of Public Health de la Universidad de Harvard. Inició su carrera docente en la UNAM, en la Facultad de Medicina en 1974, primero como ayudante en el curso de Bioquímica y posteriormente como Profesor de Asignatura. Se incorporó como Investigador Asociado “B” de T.C. en el Instituto de Investigaciones Biomédicas en 1981. Fue Jefe del Departamento de Inmunología de 1991 a 1995 y Director del Instituto, nombrado por la Junta de Gobierno de la UNAM, durante dos períodos (1999-2007). Desde el año 2000 es Investigador Titular “C” y desde 1999 mantiene el Nivel “D” del PRIDE. Es investigador nacional desde la fundación del Sistema Nacional de Investigadores en 1984 y nivel III a partir del 2003. Hasta octubre de 2015, cuenta con una antigüedad de 41 años en la UNAM.
Su carrera académica y académico-administrativa incluye también su cargo como Coordinador del Posgrado en Ciencias Biomédicas por dos períodos (1996-1998 y 1998-1999), designado por los Rectores José Sarukhán Kermez y Francisco Barnés de Castro, respectivamente. Así como cargos de elección como Vicepresidente de la Academia Mexicana de Ciencias (2004-2006), ocupando posteriormente la Presidencia de la misma en el período 2006-2008. Fue elegido Coordinador General del Foro Consultivo Científico y Tecnológico para el periodo 2008-2010 y reelecto para un segundo período (2010-2012). También fue elegido Copresidente de la Red Interamericana de Academias de Ciencias (IANAS) para el período 2007-2010 en la Asamblea General de IANAS en Venezuela y reelecto para un segundo periodo 2010-2012 en la Asamblea General llevada a cabo en Canadá. Fue elegido Presidente de la Sociedad Mexicana de Parasitología para el período 2003-2005. Ha sido miembro ex officio de la Junta de Gobierno del Instituto Nacional de Pediatría de la Secretaria de Salud y de la Junta de Gobierno del CONACYT. A partir de febrero de 2014 fue designado por el Rector de la UNAM, Dr. José Ramón Narro Robles, como Coordinador de Estudios de Posgrado de la UNAM.
En el año 2012 fue seleccionado por la revista Líderes Mexicanos para formar parte de la lista de los 300 líderes más influyentes de México.
Ha publicado cuatro libros y múltiples artículos en revistas de investigación médica en el mundo. Miembro de diversas academias médicas, ha dado cursos de licenciatura y doctorado en la UNAM.
Su especialización ha sido la investigación en cisticercosis humana y porcina.